# Neusfluitje

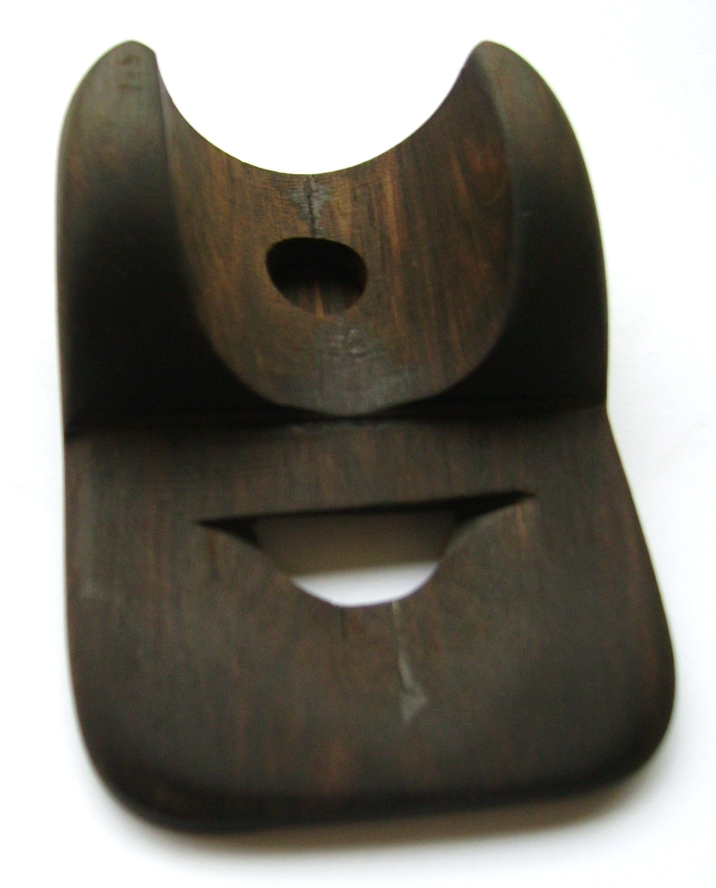
Een neusfluitje van palissanderhout. De speler zet zijn neus op het bovenste gat. De lucht wordt naar de onderrand geleid, waar de open mond het geluid maakt.

Een neusfluitje, ook wel humanatoon genoemd, is een blaasinstrument dat met de neus en mondholte wordt bespeeld. Het wordt meestal gemaakt van hout, plastic, klei of ijzer.
Neusfluiten werden traditioneel gebruikt door verschillende Zuid-Amerikaanse inheemse groepen in het Amazone-regenwoud. Ze werden gebruikt voor het maken van muziek tijdens rituelen, maar ook als kinderspeelgoed.

## Galerij

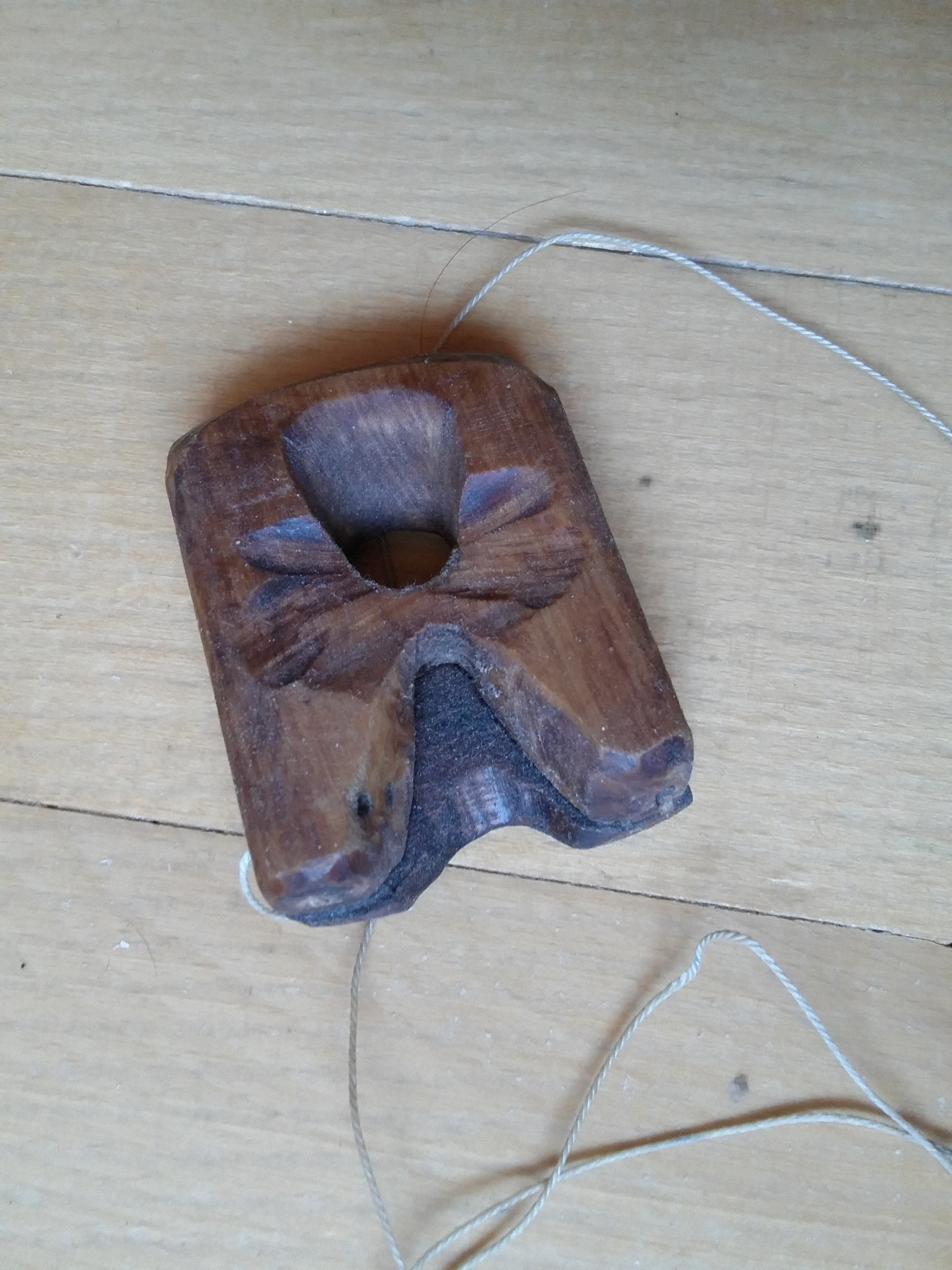
Met de hand gesneden houten neusfluitje
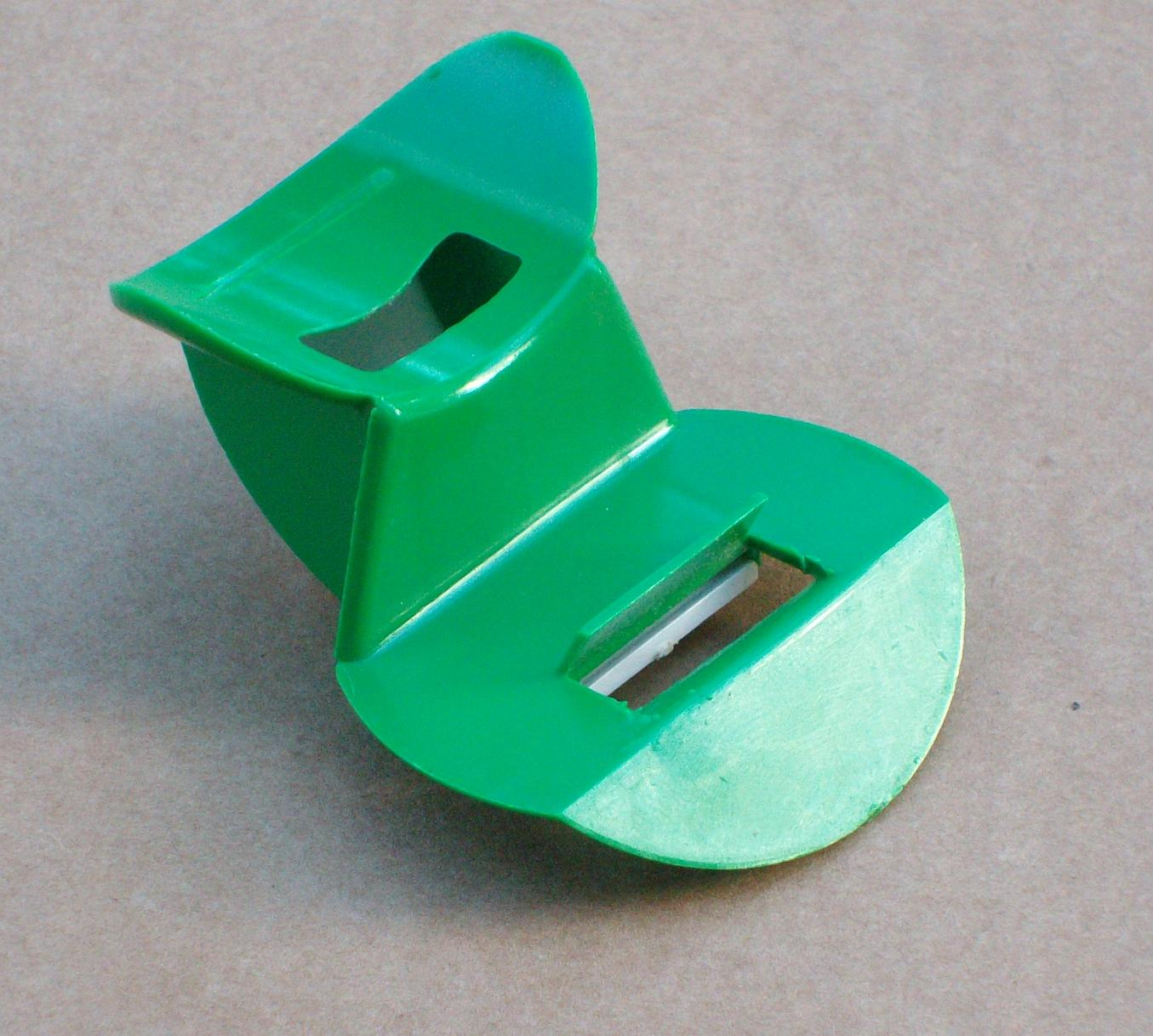
Plasticfluitje
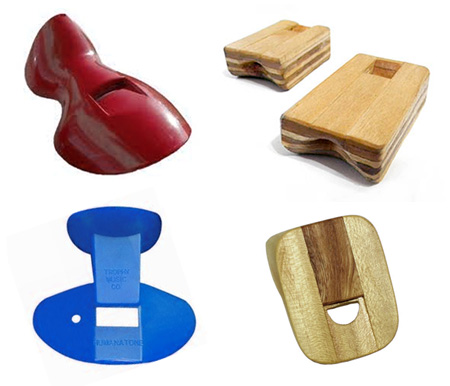
Verschillende fluitjes